# Джеймс Мейс
Джеймс Ернест Мейс (англ. James Earnest Mace; 18 лютого 1952, Маскогі, Оклахома, США — 3 травня 2004, Київ, Україна) — американський історик, політолог, публіцист, дослідник Голодомору в Україні, упорядник звіту комісії Конгресу США з вивчення Голодомору 1932—1933 років, професор Києво-Могилянської академії. У 1980-х роках — один з небагатьох вчених неукраїнського походження, що досліджував історію України. 1993 року переїхав в Україну. Автор понад 100 статей та колонок для газети «День». Запропонував запалювати свічки в знак пам'яті за померлими від Голодомору. 2005 року посмертно нагороджений орденом Князя Ярослава Мудрого.

## Життєпис

### Ранні роки й освіта
Народився 18 лютого 1952 року в Маскоґі штату Оклахома. Його батько походив з індіанського племені черокі, яке 1835 року, згідно з рішенням федерального уряду, було змушене переселитися з корінних земель у Північній Кароліні та Джорджії до Оклахоми. Батько працював стрілочником. Ні він, ні мати Джеймса не закінчили середньої школи.
1973 року Мейс здобув ступінь бакалавра історії в Університеті Оклахоми. Далі навчався в Університеті Мічигану, де у 1978 році отримав диплом магістра історії. В університеті він, маючи намір досліджувати радянську історію 1920-х років, звернувся до професора Романа Шпорлюка як знавця творчості радянського історика-марксиста Михайла Покровського, але Шпорлюк запропонував йому займатися історією українського націонал-комунізму.
1981 року Мейс здобув ступінь доктора філософії з історії, захистивши дисертацію на тему «Національний комунізм у Радянській Україні 1919—1933 рр.». Шпорлюк, який став його науковим керівником, у своєму листуванні неодноразово називав Мейса одним із найталановитіших своїх учнів.

### Гарвардські проєкти
У 1981 році на запрошення Омеляна Пріцака Мейс почав працювати в Українському науковому інституті Гарвардського університету, спочатку як докторант, учасник проєкту вивчення Голоду в Україні, тоді як запрошений професор Гарвардської літньої школи, директор пілотного проєкту «Усна історія українського Голодомору», а у 1984—1986 роках — як науковий співробітник. 1983 року у «Гарвардській серії україністики» вийшла друком монографія Джеймса Мейса «Communism and the Dilemmas of National Liberation: National Communism in Soviet Ukraine, 1918—1933», в основі якої була його дисертація.
До 1986 року працював з Робертом Конквестом над книгою «Жнива скорботи» як помічник, перекладач україномовних джерел. Саме в цей час з'явилися перші статті Мейса про Голодомор. Монографія Джеймса Мейса та книжка Роберта Конквеста стали внеском у представлення та визнання україністики в просторі американської та світової гуманітаристики.

### Комісія США з питань Голоду в Україні

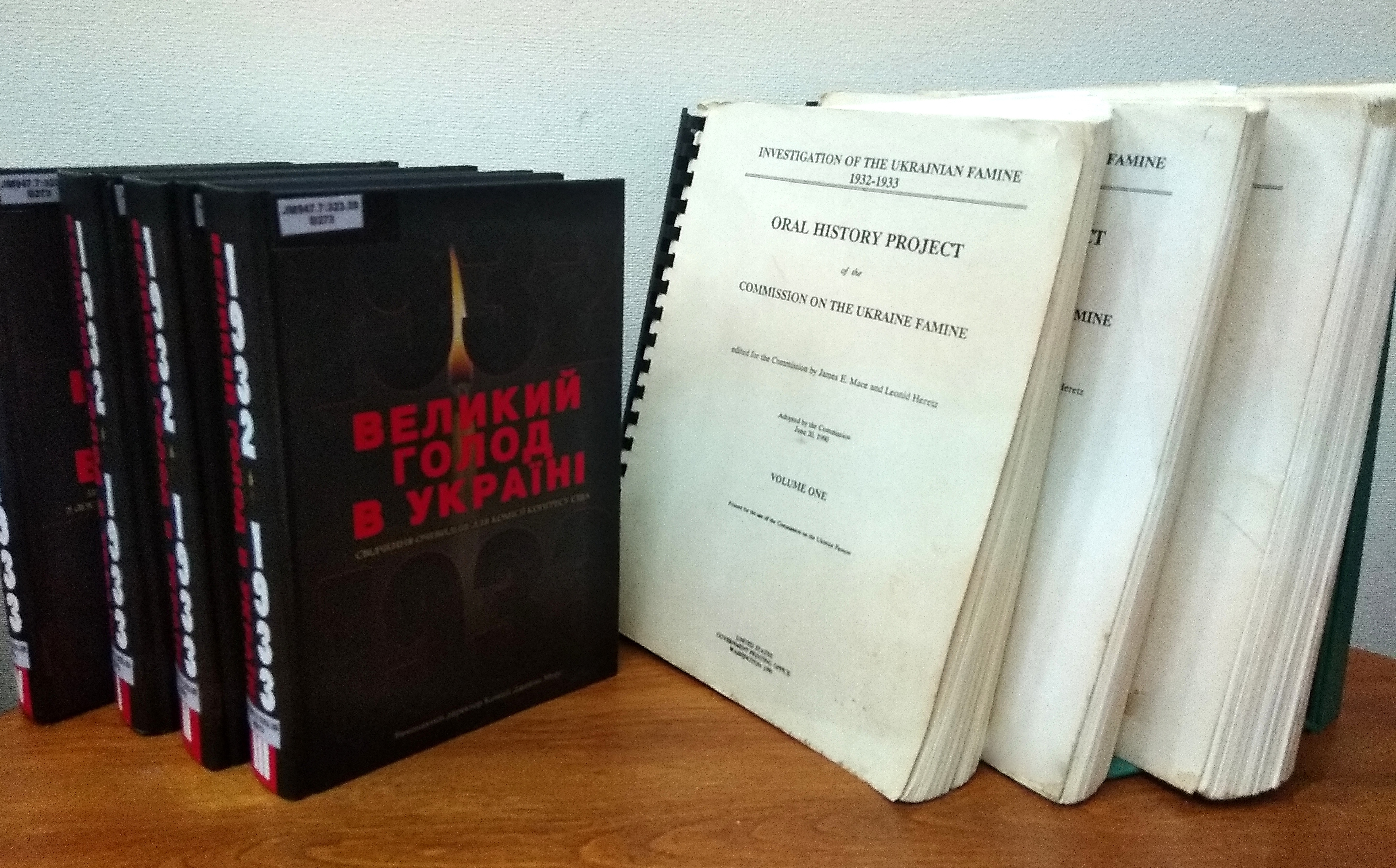
Матеріали Комісії Конгресу США з питань Голодомору та опублікований переклад українською

1985 року Джеймс Мейс прийняв пропозицію очолити Комісію комітету Конгресу США з вивчення Голоду в Україні, яка мала на меті зібрати документальні та усні свідчення про голод 1932—1933 років. Результатом роботи комісії став опублікований у 1988-му звіт для Конгресу США та тритомник 204 свідчень про голод 1932–1933 років у 1990 році. У висновках звіту, зокрема, стверджувалося, що «Йосиф Сталін та його оточення вчинили геноцид проти українців у 1932—1933 роках». Також комісія організувала в семи штатах США публічні слухання, під час яких виступили 57 свідків голоду 1932–1933 років.
Цю державну організацію часто називали «комісією Мейса», хоча він був лише найнятий її працівник, один із трьох. Коли закінчився період холодної війни, в американській політиці послабився інтерес до теми дослідження Голодомору і фінансування комісії припинилося.
1993 року, з нагоди 60-х роковин Голодомору, Мейс приготував копії матеріалів Комісії, щоб передати їх в Україну. Окрім звітів і розшифрувань свідчень, передано також аудіозаписи свідчень очевидців голоду. Певний час касети зберігались у бібліотеці Верховної Ради України, але з часом пропали.
Через чотири роки після смерті Мейса матеріали комісії опубліковано українською.

### Переїзд в Україну
Вперше Мейс відвідав Україну 1990 року на запрошення товариства «Україна» для зустрічей з науковою спільнотою, обговорення заходів, присвячених темі Голодомору. Саме в цей час опубліковано резолюцію ЦК КПУ 26 січня 1990 року «Про голод 1932—1933 рр. В Україні та публікації пов'язаних з ним архівних матеріалів».
На початку 1990-х він мав тимчасову зайнятість в американських університетах і шукав постійну роботу. Зокрема, у 1990—1991 роках був науковим співробітником програми вивчення націй Сибіру, яку розвивав Гарріманівський інститут радянології при Колумбійському університеті. У 1991—1993 роках був науковим співробітником Української науково-дослідної програми Університеті Іллінойсу та в 1993—1994 роках — консультантом проєкту «Україна» Інституту американського плюралізму. Але постійну роботу в США отримати не вдавалось, що стало однією з причин рішення Джеймса Мейса переїхати до України. В одному з інтерв'ю він так прокоментував цей період:
|  | Після роботи в Комісії в мене виник дуже серйозний конфлікт із американськими слов'яністами, які фактично публічно звинуватили мене в тому, що я захищаю колаборантів і фашистів. Більше того, не лише російська, а й навіть така широко розвинена американська демократія багато в чому закінчується там, де починається українське питання. Мої спроби влаштуватися у вузи Сполучених Штатів на постійну роботу закінчувались невдачею — прямо мені говорили, що я не підходжу за віком, а неофіційно — що я вибрав не ту тему, не ту націю, не той народ |

1992 року він прийняв запрошення В'ячеслава Брюховецького працювати у відродженій Києво-Могилянській академії. Був членом приймальної комісії — приймав і перевіряв тести з англійської мови.
У 1993-му Мейс одружився з Наталією Дзюбенко, з цього року постійно проживав в Україні, мешкав у Києві на Троєщині.
Працював провідним науковим співробітником Інституту національних відносин і політології НАН України. З 1994 року був заступником головного редактора журналу «Політична думка». З 1995-го постійно працював професором політології Національного університету «Києво-Могилянська академія», викладав етнополітику, політику США та Канади й політику Центральної та Східної Європи. В одній зі своїх колонок для газети «День» зазначав, що викладання приносило найбільше гордості та радості.
У 1994 році виступив з ініціативою заснування Інституту дослідження геноциду українців, очолив оргкомітет з його створення.
У 2001—2002 роках — професор Міжнародного християнського університету в Києві.

З 1997 року Мейс був консультантом англомовної версії газети «День», колумністом української версії. За період 1998—2004 років вийшло понад 100 статей та колонок. З нагоди 10-річчя виходу англомовного дайджесту Мейса так описав свою роботу:
|  | Є в газеті щось таке, що проникає в кров. Можливо, справа тут у майже містичному зв’язку з читачем, якого ти ніколи не бачив, але знаєш, що він існує. А може, в немолодій жінці на базарі, яка говорить, що прочитала мою статтю або бачила мене по телевізору. У будь-якому випадку для мене важливо відчувати, що мене було почуто, що люди читають те, про що я повинен був їм сказати, і якщо не прислухаються до цього, то принаймні беруть до уваги. Світ мас-медіа неймовірно далекий від світу наукових журналів, до якого я звик. В обох є свої переваги і недоліки, але людина, яка хоче щось змінити, повинна звертатися до видання, що має масову аудиторію. Я не прошу нікого погоджуватися зі мною, але закликаю всіх подумати про аргументи, які я наводжу. Можливо, разом ми зможемо зробити цю країну трохи кращою, трохи більш цивілізованою і більш гуманною. |

Могила Джеймса Мейса на Байковому кладовищі.

У 2003 році Мейс перебув кілька операцій. Помер 3 травня 2004 року у Києві, похований на Байковому цвинтарі (ділянка № 49б, 50°25′2.30″ пн. ш. 30°30′4.60″ сх. д. / 50.4173056° пн. ш. 30.5012778° сх. д.).

## Дослідження і оцінки Голодомору
1982 року на міжнародній конференції з голокосту й геноциду в Тель-Авіві молодий Джеймс Мейс перший серед західних дослідників схарактеризував Великий голод 1932—1933 років в Україні як акт геноциду. На конференції він заявив:
|  | Щоб централізувати повну владу в руках Сталіна, потрібно було вигубити українське селянство, українську інтелігенцію, українську мову, українську історію у розумінні народу, знищити Україну як таку. Калькуляція дуже проста і вкрай примітивна: нема народу, отже нема окремої країни, а в результаті — нема проблем. |

Мейс також був автор теорії розвитку постгеноцидного суспільства в Україні. Він ствердив, що усвідомити себе як націю українцям завадила втрата національної еліти та радянська модель історичної пам'яті.
Після переїзду в Україну Мейс плідно працював у галузі публіцистики, зокрема розвивав тему Голодомору. Наприклад, у статті «Повість про двох журналістів» Мейс аналізує, як подавали тему голоду в Україні в англомовній пресі 1932—1933 років, критикує московського кореспондента «Нью-Йорк таймс» Волтера Дюранті, який у своїх статтях переконував, що голоду немає.

### Свічка у вікні
2003 року в газеті «День» Джеймс Мейс запропонував запровадити День національної пам'яті жертв 1933 року. Він озвучив цю пропозицію в сесійній залі Верховної Ради Україні, виступивши на парламентських слуханнях про вшанування жертв, а також обґрунтував ідею у замітці для газети «День». Мейс помер за рік та кілька місяців до втілення своєї пропозиції запалювати кожному у своєму вікні свічку як символ пам'яті про померлих. Цю акцію масово підтримали після його смерті.
|  | ...давайте цього дня поставимо на підвіконня запалену свічку, щоб згадати мільйони розстріляних, померлих від голоду. Багато хто з них не встиг залишити на цій землі свого прямого продовження — синів та доньок. Палаючи у наших вікнах, вогники свічок стануть знаком того, що їх не забуто, що й вони мають нащадків, які їх пам'ятають. |

### Відгуки
Сергій Плохій: «Мало який дослідник зробив більше для дослідження феномена національного комунізму в Україні, розуміння та пояснення його походження, злету й трагічної поразки, ніж Джеймс Мейс. І так само мало хто зробив більше для дослідження та популяризації теми Голодомору».
Юрій Шаповал: "…Науковий доробок самого Мейса нині не може оминути жоден серйозний дослідник доби «коренізації»/«українізації», а його монографія, написана в Гарвардському університеті, про український націонал-комунізм стала класичною. Так само цінними залишаться і його наукові та публіцистичні публікації (зокрема у газеті «День», де він працював редактором англомовного дайджесту і де друкувався як колумніст з 1997 до 2004 року) про «наш» голодомор початку 1930-х років…. Трагедію українців він розумів, переживав, як свою власну, прагнув зробити її зрозумілою для західного світу".

## Нагороди

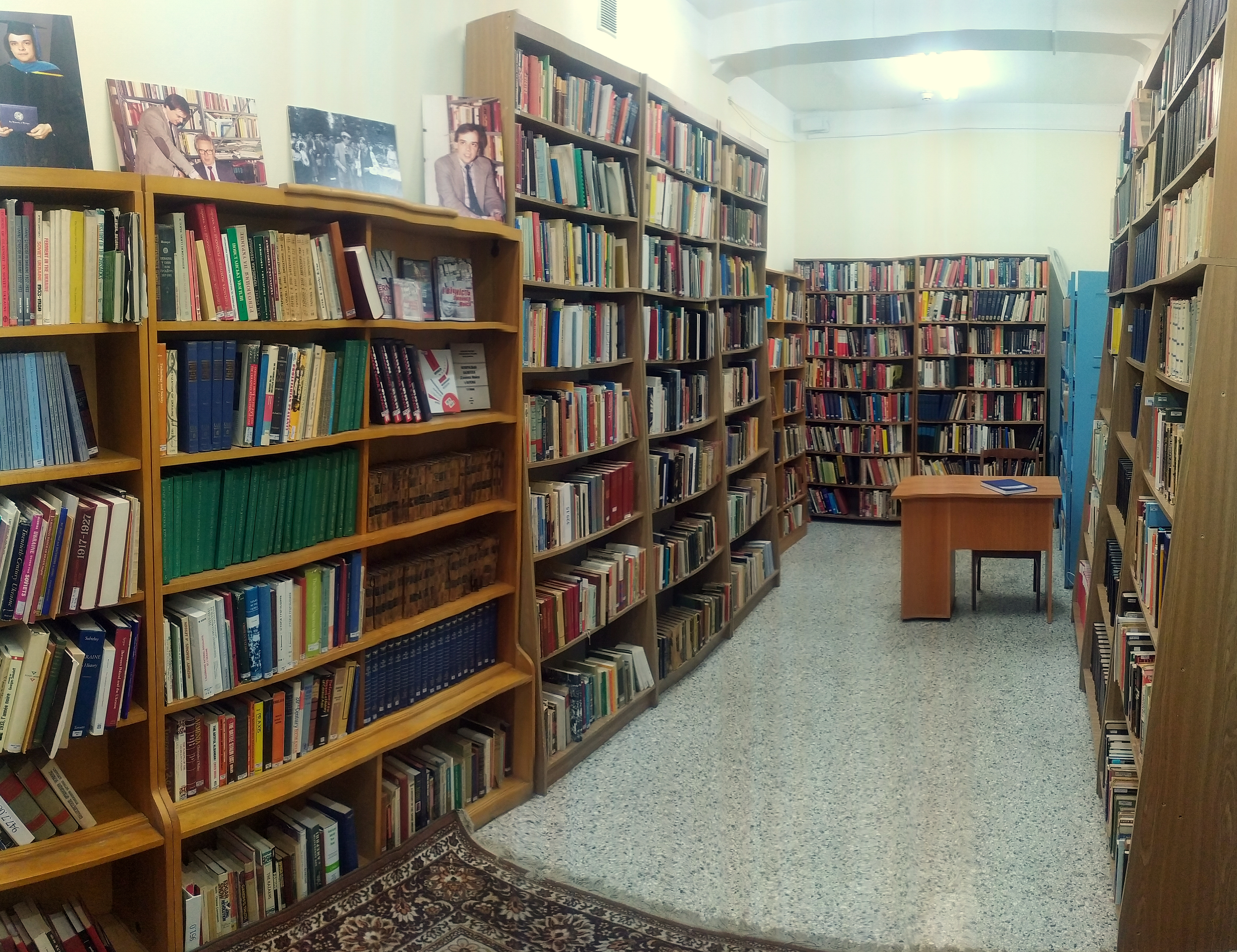
Книжкова колекція Джеймса Мейса в НаУКМА

- 1995 — премія журналу «Сучасність» за статтю «Ленін без України, або Дмитро Волкогонов як дзеркало російської демократії» в категорії «Наукові праці та публіцистика»[31].

- 2005 — Президент України Віктор Ющенко нагородив Джеймса Мейса орденом князя Ярослава Мудрого II ступеня (посмертно), а 2 грудня 2005 року підписав розпорядження про вшанування пам'яті Джеймса Мейса[32][33].
- Наприкінці 2005 року Наталя Дзюбенко-Мейс, виконуючи заповіт чоловіка, почала передавати його книжкову колекцію та архів до Наукової бібліотеки Києво-Могилянської академії; частина цієї спадщини надійшла з Америки[34]. 2010 року у НаУКМА відкрито Меморіальну бібліотеку Джеймса Мейса, яка нараховує понад 2,5 тис. примірників книжок та періодичних видань[35][36].

- 2008 — з ініціативи редакції газети «День» засновано Премію імені Джеймса Мейса[37].
- 2012 — у Національному музеї «Меморіал пам'яті жертв голодоморів» відбулася виставка «Джеймс Мейс — серце, віддане Україні»[38].
- 2020 — Джеймс Мейс став лауреатом Медалі Ґарета Джонса (посмертно).

## Вшанування пам'яті

### Топоніми
- 2015 року у місті Бровари вулицю Гастелло перейменували на вулицю Джеймса Мейса[39]
- 2016 року у місті Київ вулицю Колективізації перейменовано на вулицю Джеймса Мейса[40][41].
- 2022 року у місті Вінниця вулицю та провулок Кузнецова перейменували на вулицю та провулок Джеймса Мейса[42].
- 2024 року у місті Чернігів вулицю Банченкова перейменували на вулицю Джеймса Мейса[43]
- 2024 року У місті Дніпро вулицю Льоні Голікова перейменували на вулицю Джеймса Мейса[44]

У 2008 році засновано Премію імені Джеймса Мейса.

## Головні праці
Монографія
- Communism and the Dilemmas of National Liberation: National Communism in Soviet Ukraine, 1918—1933. ‒ Harvard Series in Ukrainian Studies, Cambridge, 1983. ‒ 334 p.
  - Переклад: Комунізм та дилеми національного визволення: національний комунізм у радянській Україні, 1918—1933 / з англ. пер. Максим Яковлєв. — Київ: Комора, 2018. — 494 с.

У співпраці з Робертом Конквестом
- Robert Conquest. The Harvest of Sorrow: Soviet Collectivization and the Terror-Famine. ‒ New York: Oxford University Press, 1986. ‒ 412 р;
  - Переклади:
    - Роберт Конквест. Жатва скорби: советская коллективизация и террор голодом / пер. с англ. И. Коэн, Н. Май‒ London: Overseas Publications Interchange Ltd, 1988. ‒ 620 с.
    - Роберт Конквест. Жнива скорботи: радянська колективізація і Голодомор [Архівовано 10 лютого 2022 у Wayback Machine.] / Гол. редактор С. Головко. — Київ: Либідь, 1993.
    - Роберт Конквест. Жнива скорботи: радянська колективізація і голодомор / пер. з англ. Н. Волошинович, З. Корабліної, В. Новак. — Луцьк: Терен, 2007. — 454 с.

Упорядкування й загальна редакція
- Commission on the Ukrainian Famine. Oral History Project / Ed. J. E. Mace, L. Heretz. ‒ Washington: US Government Printing Office, Washington, 1990. ‒ Volume I—III;
  - Переклад: Великий голод в Україні 1932—1933 років: у IV томах [Архівовано 11 лютого 2022 у Wayback Machine.] / наук. ред. Кульчицький С. В.; виконавчий директор Комісії Джеймс Мейс; Інститут історії України НАН України. ‒ К.: ВД «Києво-Могилянська академія», 2008. ‒ 4 т.: Т. 1-3. Свідчення очевидців для Комісії Конгресу США; Т. 4. Звіт Конгресово-президентської Комісії США з дослідження Великого голоду 1932—1933 рр. в Україні.

Посмертні збірки публікацій
- День і вічність Джеймса Мейса / за ред. Л. Івшиної. — К. : Укр. прес-група, 2005. — 447 с. (Day and eternity of James Mace / ed. L. Ivshyna. ‒ Kiev: Ukrainian press group, 2005. ‒ 383 p.)
- Ваші мертві вибрали мене…; [упоряд.: Н. Дзюбенко-Мейс, Н. Тисячна] ; за заг. ред. Л. Івшиної. — Київ: Українська прес-група, 2008. — 671 с.

- Свічка у вікні ; [упоряд. : І. Сюндюков, Н. Тисячна ; за заг. ред. Лариси Івшиної]. — Київ: Українська прес-група, 2013; (у 2014 р. вийшло  2-е видання)
- Україна: матеріалізація привидів; упоряд. Наталія Дзюбенко-Мейс. — Київ: Кліо, 2016. — 685 с. ISBN 978-617-7023-50-9

Вибрані статті та публікації
- Genocide in the Ukraine: Its Secret Belongs to Humanity [Архівовано 4 листопада 2021 у Wayback Machine.] // Los Angeles Times. August, 14, 1986.
- Politics and History in Soviet Ukraine, 1921—1933 // Nationalities Papers. ‒ 1982. ‒ X: 2, Fall.
- The Komitety Nezamozhnykh Selyan and the Structure of Soviet Rule in the Ukrainian Countryside // Soviet Studies. ‒ 1983. ‒ XXV: 4.
- The Man-Made Famine of 1932—1933: What Happened and Why [Архівовано 4 листопада 2021 у Wayback Machine.] // The Great Man-Made Famine in Ukraine, ed. Ukrainian Weekly. ‒ Svoboda Press, Jersey City, 1983.
- Famine and Nationalism in Soviet Ukraine [Архівовано 4 листопада 2021 у Wayback Machine.] // Problems of Communism. ‒ 1984. ‒ May-June.
- The Politics of Famine: American Government and Press Responses to the Ukrainian Famine, 1932—1933 [Архівовано 4 листопада 2021 у Wayback Machine.] // Holocaust and Genocide Studies (Jerusalem). ‒ 1988. ‒ III:1, April.
- Висновки та перспективи дослідження голодомору в Україні 1933 року // Сучасність 1993. —. № 4
- Зачаровані кола ідола, або Про тоталітаризм і геноцид в історії України // Літ. Україна. — 1994. — № 19.
- Федералізм і унітарна держава в практиці Заходу [Архівовано 26 жовтня 2021 у Wayback Machine.] // Регіональна політика України: концептуальні засади, історія, перспективи. Міжнародна науково-практична конференція 10-11 листопада 1994 р. ‒ Інститут етнополітики НАНУ, Київ, 1995.
- Політичні причини голодомору в Україні (1932—1933 pp.) [Архівовано 23 січня 2022 у Wayback Machine.] // Український історичний журнал. — 1995. — № 1. — С. 34-48
- Український національний комунізм. Трагічні ілюзії [Архівовано 10 березня 2022 у Wayback Machine.] / Д. Мейс, М. Панчук. ‒ Наукові записки Інституту політичних і етнонаціональних досліджень ім. І. Ф. Кураса. ‒ Сер.: Політологія і етнологія, 1997. ‒ Вип. 3.

- Політичні причини голодомору в Україні (1932—1933). // Студії з україністики: зб. наук. праць. — Київ, 2004. — С. 273—292.
- Великий експеримент: до історії національного комунізму в Україні. [Архівовано 2 березня 2022 у Wayback Machine.] Газета День. — 2008. — № 211. — 20 листопада.
- Штучний голод 1933 року в Радянській Україні: що сталося й чому? // Україна молода. — 2007. — 20 лют.(№ 32). — С. 8, 9. До ювілею Джеймса Мейса
- «Повість про двох журналістів: Волтер Дюранті, Гарет Джонс і Пулітцерівська премія». Екстракт 150: у двох частинах. За заг. ред. Лариси Івшиної. — К.: Українська прес-група, 2009. — [Ч. 1]. — С. 173—188.